# ترور نامقدس
ترور نامقدس (به انگلیسی: Unholy Terror) ‎۹اُمین آلبوم استودیویی گروه هوی متال وسپ است که در ۲۱ آوریل سال ۲۰۰۱ منتشر شد.
وب‌گاه آل میوزیک ترور نامقدس را آلبومی معرفی کرده که رضایت هواداران وسپ را جلب کرد اما شنوندهٔ جدیدی به مخاطبان آن‌ها نیفزود

## افراد مشارکت‌کننده
- بلکی لاولس: آواز، گیتار و کیبورد
- کریس هلمز: گیتار
- مایک دودا: گیتار باس و هم‌آوایی
- استت هاولند: درامز و هم‌آوایی
- فرانکی بنلی: درامز